# Constantino II de Constantinopla
Constantino II de Constantinopla fue el patriarca de Constantinopla desde el 754 al 766 d. C.. Después de haber sido electo por el Concílio iconoclasta de Hieria, convocado por el emperador bizantino Constantino V en 754 d. C., él fue depuesto y apresado tras descubrirse un plan de Iconodulia contra el emperador en junio de 766 d. C. En el otoño de 767, él fue expuesto al público en el Hipódromo de Constantinopla y, finalmente, decapitado.
Él fue condenado por el Segundo Concílio de Nicea, junto con Nicetas I y Anastasio, otros patriarcas iconoclastas de su época.